# Ditassa aequicymosa
Ditassa aequicymosa é uma herbácea perene da família apocynaceae. A área de distribuição nativa desta espécie é o Brasil, especificamente Minas Gerais.
A autoridade científica da espécie é E. Fourn., tendo sido publicada pela primeira vez em Fl. Bras. 6(4): 248 (1885)